# Arnold Stang
Arnold Stang (* 28. September 1918 in Manhattan, New York City; † 20. Dezember 2009 in Newton, Massachusetts) war ein US-amerikanischer Schauspieler.

## Leben und Karriere
Arnold Stang wurde als Sohn eines Anwalts, der nach dem Börsensturz 1929 als Verkäufer arbeitete, in Manhattan geboren (das alternativ kursierende Geburtsdatum 1925 ist falsch). Stang trat bereits in seiner Kindheit, etwa seit 1927, in verschiedenen Radioshows als Sprecher auf. Mit neun Jahren war er in der Horn and Hardart’s Children’s Hour zu hören, in den folgenden 20 Jahren sprach er eine große Anzahl an Nebenrollen in Radioserien, beispielsweise in Gertrude Bergs Familienserie The Goldbergs. Er arbeitete beim Radio auch mit Komikern wie Eddie Cantor, Jack Benny, Henry Morgan und Milton Berle, in der Fernsehshow des letzteren trat er in den 1950er Jahren auch häufiger auf.
Seit Anfang der 1940er Jahre war er auch für Kinofilme tätig und sprach in Zeichentrickfilmen verschiedene Rollen wie Popeyes Freund Shorty. In den USA wird Stang aber am meisten mit seiner Stimmrolle als Katze Top Cat in der gleichnamigen 1960er-Jahre-Zeichentrickserie (die in Deutschland als Super Kater lief) identifiziert. Bis in das neue Jahrtausend war Stang als Sprecher bei weiteren Zeichentrickserien sowie unzähligen Werbespots zu hören. Am Theater spielte er unter anderem dreimal am Broadway, zuletzt 1969 in einem Revival von Ben Hechts Komödie The Front Page.
Seine erste wichtige Kinorolle (in der er auch zu „sehen“ war) hatte er 1955 als „Sparrow“, Verkäufer von obdachlosen Hunden und loyaler Sidekick von Frank Sinatras Figur, in Otto Premingers Drogendrama Der Mann mit dem goldenen Arm. Auch in anderen Filmen war er mit seinem Körper zu sehen, so beispielsweise als Rumpelstilzchen in Die Wunderwelt der Gebrüder Grimm (1962) neben Laurence Harvey und Karlheinz Böhm sowie als Tankstellenbetreiber in Stanley Kramers stargespickter Komödie Eine total, total verrückte Welt (1963). Oftmals spielte der kleingewachsene Darsteller mit Brille und Eulengesicht dabei etwas vorlaut wirkende, komödiantische Charaktere, die sowohl weinerlich als auch überraschend wehrhaft wirken konnten. Im Jahr 1969 war er in der Rolle eines Brezelsverkäufers der Co-Star von Arnold Schwarzenegger bei dessen erster Hauptrolle im B-Movie Hercules in New York.
Ab den 1990er Jahren zog sich Arnold Stang zunehmend aus dem Schauspielgeschäft zurück. Von September 1949 bis zu seinem Tod war Arnold Stang mit Joanne Taggart verheiratet, sie hatten zwei Kinder. Er starb im Dezember 2009 im Alter von 91 Jahren an einer Lungenentzündung.

## Filmografie (Auswahl)
- 1942: Meine Schwester Ellen (My Sister Eileen)
- 1942: Seven Days’ Leave
- 1948: Das ist also New York (So This is New York)
- 1955: Der Mann mit dem goldenen Arm (The Man with the Golden Arm)
- 1961: Dondi
- 1961: Bonanza (Fernsehserie, Folge The Many Faces of Gideon Flinch)
- 1961–1962: Super Kater (Top Cat; Zeichentrickserie, Stimme bei 30 Folgen)
- 1962: Die Wunderwelt der Gebrüder Grimm (The Wonderful World of the Brothers Grimm)
- 1963: Eine total, total verrückte Welt (It’s a Mad, Mad, Mad, Mad World)
- 1965: Broadside (Fernsehserie, 10 Folgen)
- 1968: Skidoo
- 1969: Hello Down There
- 1969: Hercules in New York
- 1969: Der rosarote Panther (The Pink Panther Show; Fernsehserie, Stimme von Catfish)
- 1972/1973: Notruf California (Emergency!; Fernsehserie, 2 Folgen)
- 1985–1988: Yogi auf Schatzsuche (Yogi’s Treasure Hunt: Zeichentrickserie, Stimme bei 14 Folgen)
- 1989: Die Bill Cosby Show (The Cosby Show; Fernsehserie, 1 Folge)
- 1990: Ghost Dad
- 1993: Dennis (Dennis the Menace)
- 1999–2001: Courage der feige Hund (Courage the Cowardly Dog; Zeichentrickserie, Stimme bei 26 Folgen)